# Tadeusz Gawin (związkowiec)
Tadeusz Gawin (ur. 3 lipca 1951 w Czułowie) – polski polityk, działacz związkowy, poseł na Sejm II kadencji.

## Życiorys
Ukończył w 1970 Technikum Kolejowe Ministerstwa Komunikacji w Krakowie, w 1977 studia inżynierskie na Wydziale Automatyki, Informatyki i Elektroniki Politechniki Śląskiej w Gliwicach a w 1984 studia magisterskie tamże. Od 1970 pracował w Polskich Kolejach Państwowych w Oddziale Automatyki i Łączności w Katowicach m.in. na stanowisku zastępcy naczelnika sekcji oraz kontrolera ds. łączności. Od 2001 pozostaje zatrudniony w Telekomunikacji Kolejowej w Zakładzie Telekomunikacji w Katowicach.
W 1990 został przewodniczącym Federacji Związków Zawodowych Pracowników Automatyki i Telekomunikacji PKP, w latach 2004–2010 zasiadał w prezydium Ogólnopolskiego Porozumienia Związków Zawodowych.
W latach 1993–1997 sprawował mandat posła na Sejm II kadencji wybranego z listy Sojuszu Lewicy Demokratycznej w okręgu Katowice. W 1997 i 2001 bezskutecznie kandydował w kolejnych wyborach parlamentarnych.
Od 2003 członek Stowarzyszenia Parlamentarzystów Polskich, w 2012 został wiceprzewodniczącym (według statutu wicemarszałkiem) tego stowarzyszenia.
W 2004 został odznaczony Krzyżem Kawalerskim Orderu Odrodzenia Polski, w 2009 przyznano mu Krzyż Oficerski tego orderu. W 1997 trzymał Złoty Krzyż Zasługi.